# Bobo (képregény)
A Bobo egy svéd képregény az 1970-es évekből, Lars Mortimer (Lasse Mortimer) tollából. Magyarországon 1986-tól 1992-ig jelent meg önállóan, ezt követően Bobo kalandjait Góliát kalandjaival együtt olvashatták. A képregény helyszíne a Nagyerdő, itt él Bobo, a legtöbbször erdei manónak bemutatott főhős és itt élnek barátai is: Klári baba, Holló Hugó, Róka Miska, Patkanyó, Brumpapa és fiai, Bimi és Bumi, Frida, Róka Rudi, és a Cinkosok. Ez az erdő távol van a várostól, tökéletes békében él minden erdei lakó. Kivéve, mikor Róka Rudira rájön a bolondóra, és Sherlock Holmesnak, Szuper Télapónak vagy Tell Vilmosnak képzeli magát.
A képregényben eredetileg csak Bobo, Klári, Hugó, Utas Guszti, Miska és a szőrmókok szerepeltek. A 33. számban bővült ki a szereplők listája. A 34. számban Klári a városba költözött, a 36. számban helyét átvette Frida, Bobo női párja.

## Szereplők

### Bobo
A Nagyerdő őre, aki a Hopp-látcsővel oda érkezik, ahová néz vele. Szívesen segít minden bajbajutottnak, legyen az hiúz vagy éppen Róka Miska. A Nagyerdő közepén lakik egy kényelmes barlangban. Kedvenc étele az uborka, ennél már csak egy dolgot szeret jobban: sajtos kenyeret savanyú uborkával!
A Bűvös Távcső

A történet szempontjából nagy jelentőségű tárgy, amely az első részben kerül elő. Bobo egy titkos ajtót fedez fel a Barlang-lak egyik zugában, ami egy korábban nem ismert szobába vezető lépcsőt rejt. A szobában, ahol a falon lévő kép tanúsága szerint Bobo egyik tengerész felmenője lakott, van egy tengerészláda, amelyben egy kék színű teleszkóp hever. A távcső gyűrűin egy-egy fekete, nyomtatott betű látható: O P H P. Egy levél van a ládában, amelyben ez áll: "A gyűrűket addig forgatod, míg azt nem látod: HOPP!" Bobo ezzel a csodálatos távcsővel oda tud "hoppanni", ahová a távcsővel néz. Azonban a sorozat során kiderül, hogy a távcső energiája véges: egy hegyi remete erőt adó lámpást ad Bobónak, amivel naponta töltenie kell a bűvös távcsövet, különben kiszámíthatatlanul viselkedik.

### Klári
Bobo barlangjában lakott. Eredetileg városlakó volt, de nagyon szerette az erdőt is. A 35. számban visszaköltözött, de még sokszor viszontláttuk az erdei ünnepségeken.

### Holló Hugó
A szemüveges holló, aki ha elkezdett azon gondolkozni, hogy hogyan repül, elfelejtett repülni. A megoldást ilyenkor az jelentette, hogy – mivel Hugó nagyon okos – számításokat végzett, és ezek alapján ismét megtanult repülni... legalábbis amíg megint nem kezdett a repülés hogyanján gondolkozni.

### Utas Guszti
Utas Guszti kutya általában külföldön van. Ha hazatér, mindenkinek ad egy kis ajándékot, amit magával hozott.

### Róka Miska
Róka Rudi képregényben való szerepeltetéséig ő volt az, aki gyakran bajba került, vagy éppenséggel ő okozott bajt, de alapvetően nem gonosz. A Nagyerdőben ő az ezermester: bármit képes barkácsolni, megjavítani, ezért az erdő lakói szeretik őt. Rendkívül szereti a hasát. Egy fűkunyhóban lakik Frida házától nem messze.

### Patkanyó
Az erdő nagymamája. Ő nevelte fel Bobót, Miskát és Rudit is, gazdag gyűjteménye van gyerekkori fényképekből, amit gyakran elő is vesz megmutatni. Csodálatosan finom süteményeiről ismert. Mindene a rend és a tisztaság. Egy kivágott fa törzsében lakik.

### Róka Rudi
Az erdő igazi bajkeverője, aki, ha nem is mindig gonosz szándékkal, de gyakran borsot tör mindenki orra alá. A hegyek közt lakik kunyhójában, ahonnan az egész erdőt látni. Bolond perceiben hirtelen, egyik pillanatról a másikra ismert regény- vagy filmhősnek képzeli magát. Egyszer majdnem el is rontotta a karácsonyt, mikor altatóport szórt az ünnepi ebédbe, és ellopta a Télapó szánját.

### Brumpapa, Bimi és Bumi
Az erdő ezermestere. Ő épített Fridának házat, ő barkácsol, segít mindenkinek. Saját háza kissé furcsa, ugyanis több tervet is készített, mikor a Nagyerdőbe érkezett, ám Róka Rudi összeollózta őket, így lett rajta torony, erkély, és vízimalom-kerék is. Fiai Bimi és Bumi gyakran keveredik galibába. Egyszer például ragasztó került a habfürdőbe, és a két bocs buborékban szállt az erdő felett.

### Szőrmókok
Kicsi, kb. rögbilabda nagyságú (és alakú) lények, két kistányérnyi szemmel. Testüket fehér szőrzet borítja, végtagjaik testükhöz képest vékonyak. Egy pár lábuk és kezük van. Lábukon ujjak nincsenek, kezükön is csak kettő, de ez inkább a rajzoló nagyvonalúságának köszönhető.
Őket mentette meg Bobo az első számban a Szőrmókfalótól. Azóta a Nagyerdőben laknak, Szőrmókfalván. Különös tulajdonságuk, hogy nem állhatják az egyenes vonalakat, ezért hacsak tehetik mindent görbén, ferdén és girbegurbán készítenek el, vagy ami egyenes azt elgörbítik. Kedvenc eleségük a sárgarépa, azonban a szőrmókok túl lusták, hogy megtermeljék maguknak. Egy Szőrmók Bobóval lakik a Barlang-lakban. A kedvenc időtöltésük, ha egymás vagy saját talpukat csiklandozzák. A képregényből pontosan nem derült ki, hogy hogyan kommunikálnak. A képregényben időnként felbukkanó népség alapvetően semleges szerepet tölt be a cselekmények sorozatában, ám Bobónak nagyon gyakran segítenek. Nem túl kedvező tulajdonságaik (rendetlenség, lustaság) "aranyos" külső jegyekkel társulnak, ami szerethetővé teszi a Szőrmókokat.

### Frida
Miután Klári a városba költözött, Frida vette át a helyét. Brumpapa épített neki házat egy fa tetejébe. Bobóval együtt később számos kalandba keveredett.

### Jakab
Jávorszarvas, az erdő költője. Meglehetősen ritkán szerepelt, akárcsak Guszti.

### A Cinkosok
Patki, Zord és Mord. A tó közepén laknak egy szigeten épült házban. Gyakran ellenségesek, bajt kevernek, és rendszeresen megpróbálják ellopni Bobo bűvös távcsövét is, nagyon ritkán tűnnek fel pozitív színben.